# 怒江狸藻
怒江狸藻（學名：Utricularia salwinensis）為狸藻屬似多年生小型食虫植物。其种加词“salwinensis”来源于怒江。其为中国的特有种，仅存在于云南西北部及西藏东南部。怒江狸藻岩生于潮湿岩壁上或陆生于沼泽中的苔藓间，海拔分布范围为3275米至4000米。1936年，海因里希·冯亨德尔-马志尼最先发表了怒江狸藻的描述。

## 外部連結
维基共享资源上的相關多媒體資源：怒江狸藻
 維基物種上的相關：怒江狸藻